# Тэппинг
Тэппинг (с англ. tapping «постукивание») — техника игры на струнном инструменте, при которой звук извлекается при помощи лёгких ударов (а также приёмами (pull-off/hammer-on) по струнам между ладов на грифе. Эта техника похожа на легато (pull-off/hammer-on), но используется в более расширенном варианте: звукоизвлечение выполняют обе руки, создавая две независимые партии. Существует два вида тэппинга — полифонический, яркими представителями которого являются гитаристы Стенли Джордан и Энвер Измайлов, независимо друг от друга открывшие его, и одноголосный (потенциал данного вида техники раскрыл Эдди Ван Хален). Тэппинг расширил возможности гитары и этот приём подал идеи к созданию новых струнных инструментов. Например, стик Чепмена).

## Описание
Одноголосный тэппинг. Наиболее распространённый вид тэппинга, который применяют рок-гитаристы для исполнения скоростных пассажей.  Для создания импровизационной (одноголосной) линии пальцы левой и правой руки извлекают звук поочерёдно (ударами по струнам между ладов на грифе, а также легатными приёмами). В самом простом варианте игра тэппингом происходит на одной струне, где в правой руке участвует один палец (средний или указательный). Постановка и функция левой руки практически не отличается от традиционной игры. В более сложных видах одноголосного тэппинга в правой руке задействованы все пальцы, которые могут использовать несколько струн.  Иногда, при игре на чистом звуке без дисторшна в данном виде тэппинга могут использоваться интервалы как в левой, так и в правой руке. Поэтому первоначальное название «одноголосный» тэппинг подразумевает не количество голосов в фактуре, а принцип игры - поочерёдное извлечение звука левой и правой рукой.
  Полифонический тэппинг более сложный вид техники. В отличие от одноголосного, в данном способе обе руки исполняют независимые партии. Например, левая рука играет бас и аккордовый аккомпанемент, а правая играет соло. Все партии играются одновременно. В результате этого у слушателя возникает ощущение, что играют два гитариста. Визуально такая техника напоминает игру на фортепиано.  Полифонический тэппинг используется для исполнения сольных пьес. Может применяться  и в ансамблевой игре, создавая сложные аккомпанирующие партии и многоголосные соло.
Тэппинг используется не только на  электрогитаре, но и на акустической гитаре, бас-гитаре, а также в какой-то степени может быть выполнен  на любом другом струнном инструменте.
Приём игры «тэппинг» дал толчок развитию новых музыкальных инструментов.
Стик Чепмена — это инструмент, созданный для тэппинга. Его принцип использования основан на свободном постукивании двух рук. Этот инструмент был изобретён Эмметтом Чепменом в 1969 году. Hamatar, Mobius Megatar, Box Guitar, и Solene — это другие инструменты, созданные для того же метода. Тач-гитара Банкера, изготовленная Дэйвом Банкером в 1958 году, спроектирована для двунекового тэппинга, но с подлокотником, чтобы держать правую руку в обычной позиции на гитаре. NS / Stick и Warr Guitars также изготовлены для тэппинга, хотя и не полностью. Харпеджи — это тэппинговый инструмент, на котором играют, как на синтезаторе, но пальцы параллельны струнам, а не перпендикулярны. Все эти инструменты используют более низкое натяжение струн для повышения их чувствительности к более лёгким нажатиям.
Некоторые гитаристы могут выбрать постукивание, используя отточенный медиатор вместо пальцев для получения более быстрого и жёсткого шквала нот, близких к трелям. Эта техника называется тэппинговый штрих.

## История
Техника тэппинга известна с давних времён. Существуют сведения о том, что Никколо Паганини использовал подобную технику на скрипке. Исследователи утверждают, что попытки играть тэппингом делали испанцы два столетия назад. Схожую технику применяли и в турецкой музыке при игре на народных инструментах.
Принцип, похожий на тэппинг, использовался на старинном клавишном инструменте клавикорде, звук на котором извлекался за счёт ударов металлических штифтов (ладов) по струнам. Однако «фортепианная» техника не получила широкого развития в музыкальной среде.
Первоначально тэппинг (резкое прижатие струны пальцем правой руки, «хаммер») был одним из технических приёмов, подобно флажолету. Со временем этот приём развился в отдельный способ игры на электрогитаре — двуручный тэппинг (под словом «двуручный» подразумевается, что левая и правая рука извлекает звук самостоятельно, играя независимые партии, подобно тому, как это делают пианисты). Тэппинг может быть двух видов — одноголосный, который используется при игре скоростных пассажей, в основном с дисторшном, а также более сложный вид — полифонический, или независимый тэппинг, при котором обе руки играют свои собственные партии.
С середины XX века многие гитаристы стали чаще использовать двуручный тэппинг, что было связано с
появлением нового, более чувствительного инструмента — электрогитары.
В начале 1950-х годов в США Джимми Уэбстер (Jimmy Webster), студент из Англии, начал широко использовать странный в то время метод игры. При помощи ударов пальцами обеих рук по струнам между ладами на грифе он добивался неслыханного до сей поры звучания инструмента. Тач-техникой Джимми Уэбстер играл, в основном, переложения джазовых тем. В то время, глядя на «цирковые трюки» Джимми Уэбстера, многие гитаристы скептически полагали, что всё это не имеет далёких перспектив. Этот музыкант обогнал своё время и, по всей видимости, так и остался непонятым современниками. Но всё же он посадил семя, которое через десятилетия дало плоды.
Новый исполнительский приём игры на гитаре натолкнул гитаристов на изменении конструкции гитары. Одним из таких инструментов, вернее самой первой тэппинговой гитарой, была двухгрифовая гитара Duo-Lectar, запатентованная в 1955-м году. Создатель гитары Джо Банкер (Joe Bunker) сделал её для своего сына гитариста Дэйва Банкера, который использовал двуручную технику, играя одновременно на двух грифах.
Позже уже в 1961-м году Дэйв Банкер создал иную двухгрифовую гитару, расширив исполнительские возможности новых гитар.
Харви Мандел, известный своей психоделичной игрой на гитаре, также применял двуручный тэппинг в 1960-х годах; он был одним из первых рок-гитаристов, который развил эту технику и активно её использовал. С 1969 года музыкант Эмметт Чепмен серьёзно начал заниматься техникой двуручного тэппинга на обычной электрогитаре. Причём в этом деле у него были большие успехи, он работал гитаристом, используя новый метод извлечения звука с известными музыкантами того времени. Однако Чепмен понял, что для игры двумя руками на грифе, для ещё большего расширения исполнительских возможностей двуручной игры необходимо несколько изменить конструкцию гитары и увеличить количество струн. В 1974-м году появился серийный стик, разработанный Эмметтом.
Одним из первых рок-гитаристов, использовавших на записях тэппинг-технику, был Стив Хэкетт из группы „Genesis“. Два ярких примера использования Хэкеттом тэппинга проявляются в песнях „Dancing with the Moonlit Knight“ 1973 года и „The Return of the Giant Hogweed“ 1971 года.
Немного позже музыкант Эдди Ван Хален развил популярность тэппинг-техники, донеся её до разных кругов слушателей, а также повлиял на многих музыкантов, вдохновив их на использование данного приёма. Многие его музыкальные темы, такие как «Spanish Fly» и «Eruption» были во многом построены на этой технике. После Ван Халена его начали использовать многие соло-гитаристы, которые с подачи Майка Варни были очень популярны тогда.
Двуручный тэппинг на бас-гитаре не был так популярен, как на электрогитаре, но в некоторых случаях попытки были приняты ещё до Эдди Ван Халена. Жако Пасториус, Билли Шихэн, Виктор Вутен, Стюарт Хэмм, Джон Мен, Клифф Бёртон, Алекс Уэбстер, Шон Бисли использовали тач-технику на бас-гитаре.
В 2007 году Тим Микс (англ. Tim Meeks), основатель компании Marcodi Musical Products, изобрел Харпеджи,инструмент для игры тэппингом. Известный исполнитель на харпеджи -  Мathieu Тerrade.

## Одноручный тэппинг
Одноручный тэппинг, выполненный правой рукой в сочетании с нормальной перестановкой пальцев, облегчает построение нотных интервалов, которые было бы невозможно сыграть одной рукой. Он часто используется в качестве специального эффекта во время шред-соло. С электрогитарой, в этой ситуации внешний звуковой фон, как правило, перегружен, — хотя это можно сделать и акустически — с помощью передачи, выступающей в качестве поддержки дальнейшего усиления, не штрихованных (а значит, естественно слабых) нот в легато, которую играет. Из-за обычно присутствующих искажений гитаристу следует также сосредоточить внимание на сокращении лишнего шума во время тэппинга: например, с помощью ладони постукивающей руки, чтобы приглушить все открытые струны, которые могли бы звучать.
Пассажи, в которых можно использовать одноручный тэппинг практически безграничны. Что же касается техники, то существует множество способов выполнения одноручного тэппинга. Наиболее распространённая техника включает в себя быстро повторяющиеся триплеты, играющиеся в размере шестнадцатых нот, используя следующую последовательность: удар — пулл-офф — пулл-офф.
В этом случае указательный палец правой руки или средний палец заставляют зазвучать первую ноту, резко ударяя на неё один раз, то отрываясь (часто лёгким, «стряхивающим» движением в целях усиления ноты) к нижней ноте, удерживая одним из пальцев левой руки, который затем снимается на последней ноте, удерживая другим пальцем той же руки, а потом цикл повторяется. Если одна из нот находится далеко, самую первую часть можно рассматривать как фактическое «постукивающее» движение, тогда как вторая часть с участием левой руки выступает в качестве украшения пассажей с дополнительными нотами. В целом, это можно рассматривать в качестве расширенной трели. Общая цель — это поддержание плавности и синхронизации между всеми нотами, особенно когда играются скоростные. В результате может потребоваться некоторая практика освоения.
Кроме того, могут быть использованы разные последовательности . Одна из вариаций заключается в обратном действии левой руки, а вместо добавленной второй ноты идёт хаммер-он в конце: удар — пулл-офф — хаммер-он.
Данную вариация можно услышать на знаменитом соло к песне Eruption, в котором Эдди Ван Хален использует метод удар — пулл-офф — хаммер-он для создания длительной каскады тэппинговых нот. В дополнение к вышеупомянутым триплетам, тэппинг можно играть с помощью шестнадцатых нот (четыре ноты на один такт вместо трёх), или квинтетов (пять нот на один такт). Этот случай, особенно последний, может привести к ещё более сложным звуковым пассажам. Некоторые гитаристы предпочитают использовать её в качестве формы неоклассической фразировки для дальнейших усложнений музыкальной возможности техники. Опять же, есть несколько способов сделать это, но некоторые примеры шестнадцатых нот нажатием могут быть разбиты следующим образом:
Если рассматривать в гаммовой терминологии, то вышеупомянутые последовательности могут быть представлены в виде минорной и блюзовой формах соответственно. Эта концепция может быть применена практически для любой гаммы, что делает данную технику очень разнообразной.

## Двуручный тэппинг

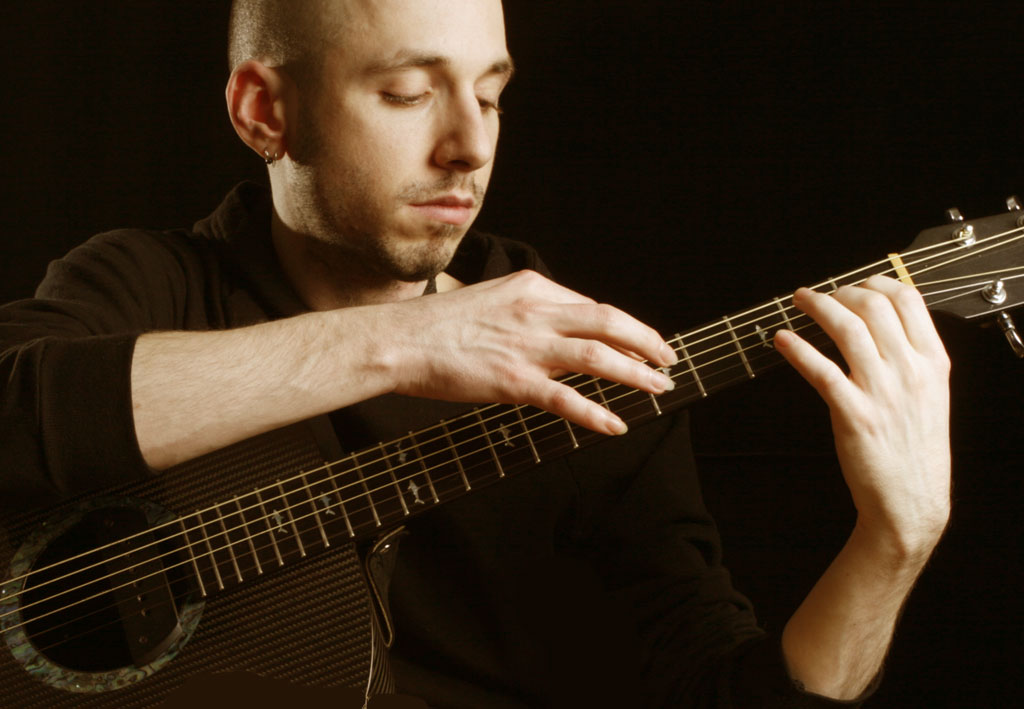
Erik Mongrain двуручный тэппинг

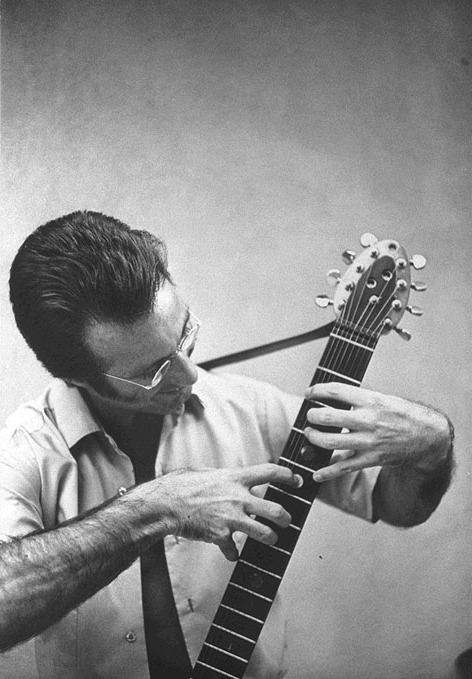
Эмметт Чепмен — Метод «свободные руки» 1969

Двуручный тэппинг может быть использован для воспроизведения полифонической и контрапунктной музыки на гитаре с помощью восьми (и даже девяти) пальцев. Например, правая рука играет высокочастотную мелодию, в то время как левая рука играет аккомпанемент. Таким образом, можно воспроизводить музыку, написанную для клавишных инструментов, такую как полифонии Баха.
Метод увеличивает гибкость инструмента, позволяя играть несколько видов музыки на гитаре. Основным недостатком является отсутствие изменения тембра. Он создаёт эффект «чистого тона», когда с первой ноты обычно самый громкий звук (нежелательно для некоторых стилей, таких как джаз). Колонки — это главная причина проблемы этой техники, хотя Стенли Джордан и многие гитаристы на стике — успешные тэпперы в этом жанре . Главная заслуга в этом принадлежит компрессору, делающему ноты более равномерными по громкости.
В зависимости от направления правой руки гитариста этот метод приводит к разной степени успеха. Ранние экспериментаторы этой идеи, такие как Гарри ДеАрмонд, его ученик Джимми Уэбстер, и Дэйв Бункер, держали правую руку в обычном направлении, при помощью пальцев, находящихся параллельно струнам. Это ограничивает возможности игры правой руки.
Эмметт Чепмен первым осознал, что брать ноты на гитаре надо параллельно ладам, как левой рукой, но от противоположной стороны шейки грифа (см. фото). Его открытие, в августе 1969 года, привело к новым возможностям и инструменту — стику, а также методу под названием «свободные руки».
Эдди Ван Хален популяризировал этот метод на шестиструнной гитаре песней «Eruption» из альбома Van Halen. Он создал тенденции для следующего развития тэппинговой техники среди таких гитаристов, как Джо Сатриани и Стив Вай.
Рэнди Резник опубликовал видео на Youtube, чтобы продемонстрировать двуручный тэппинг.
Тэппинг одноголосный можно играть как средним, так и указательным пальцем. Среди гитаристов, играющий указательным пальцем, это Пол Гилберт, Эдди Ван Хален, Чак Шульдинер, Дэйв Мастейн и многие другие.